# 汤姆·阿加尔
汤姆·阿加尔（英語：Tom Aggar，1984年5月24日—），英国男子赛艇运动员。他曾代表英国参加2008年、2012年和2016年夏季残疾人奥林匹克运动会赛艇比赛，获得一枚金牌和一枚铜牌。